# دجاج بالليمون
الدجاج بالليمون هو اسم العديد من الأطباق الموجودة في المأكولات حول العالم والتي تشمل الدجاج والليمون. في المطبخ الكندي والبريطاني الصيني ، تتكون عادة من قطع لحم الدجاج المقلية أو المخفوقة والمقلية ومغطاة بصلصة سميكة بنكهة الليمون اذ ان المطعم الصيني في فندق باندا في تسوين وان بهونج كونج يقوم بتقديم نسخته من الدجاج بالليمون والتي تتكون من قطع الدجاج المغطاة بخليط الليمون ثم لفها بشرائح اللوز ومن ثم قليها وتقديمها مع صلصة خفيفة من الليمون.
وفي المطبخ الاسترالي تقدم وصفة الدجاج بالليمون من خلال خلط قطع الدجاج بخليط الليمون وقليها ومن ثم تقديمها مع صلصلة الليمون. وفي المطبخ اليوناني والايطالي يتم تحضير وصفة الدجاج بالليمون من خلال وضع دجاجة كاملة في المقلاة وقليها ومن ثم تقديمها مع النبيذ الأبيض وعصير الليمون والزعتر الطازج والميريبو.
وفي المطبخ الاسباني تتكون الوجبة من لحم الخنزير وحبوب الصنوبر و إكليل الجبل وقد يعتبر هذا الطبق مماثل لطبق الدجاج بالليمون في مختلف البلدان. وفي فرنسا يتكون الطبق من الدجاج الفرنسي مع الليمون و صلصة الخردل والعسل، ويتم تقديمه مع البطاطس محمصة.